# Villány–Magyarbóly-vasútvonal
A Baranya vármegye déli részén haladó Villány–Magyarbóly-vasútvonal a MÁV 66-os számú, egyvágányú vasútvonala.

## Történet
A vonal az Alföld–Fiumei Vasúttársaság Nagyváradtól Szegeden és Szabadkán át Eszékig épülő vasútvonalának szárnyvonalaként létesült Villány és Eszék között. A vasúttársaság a szárnyvonalat 1870. december 20-án nyitotta meg. Villányban a vasúttársaság vasútvonala csatlakozott a Mohács-Pécsi Vasúttársaság vonalához.
A síkvidéki vasút viszonylag kevés íves vonalszakasszal épült. A legjelentősebb műtárgy a Dráva híd volt, amelyet elsőként fából készítettek.
A szárnyvonal felépítménye megegyezett a vasúttársaság fővonalán alkalmazott felépítménnyel. A pályába tölgy- és bükkfa aljakra 32,5 kg/fm tömegű, „B” jelű vassíneket fektettek.
Jelenleg Bzmot motorvonatok, valamint 2020 novemberétől 2 darab Siemens Desiro motorvonat is közlekedik a vonalon a Pécs–Pélmonostor viszonylaton.
Pécs és a regionális teherforgalmi központként üzemelő Pécsbánya-Rendező között 1985-ben villamosították.[forrás?]

## Balesetek
Az eszéki vasúti baleset 1882. szeptember 23-án történt. A baleset úgy történt, hogy a megáradt Dráva folyó felett átívelő faszerkezetű híd leszakadt, és a rajta éppen áthaladó vonat a folyóba zuhant. A balesetben 26, a vonaton utazó huszár és két, a hídon dolgozó munkás vesztette életét, összesen 28 fő.
A Dráva folyó áradása miatt rengeteg uszadékfa halmozódott fel a híd pillérei körül. Ezt 40 munkás próbálta meg kiszabadítani és eltakarítani. Szeptember 22-én egy próbajárat már baj nélkül átjutott a hídon. Ezután a hidat a helyszínen tartózkodó mérnökök használhatónak minősítették.
A döntés azonban hibás volt, mert az áradás alámosta a fahíd tartószerkezetét, így az a következő személyvonat alatt összeomlott, és a híd leszakadt, és a személykocsik a megáradt folyóba zuhantak.
1883-ban a leszakadt fahíd közelében, a régi híd pótlásaként tartósabb, erősebb, megbízhatóbb vashidat építettek, és arra terelték át a régi fahíd forgalmát.
1886-ban a bíróság a baleset előtt a híd használhatóságát jelentő főmérnököt találta bűnösnek, mivel nem kellő körültekintéssel döntött a fahíd használhatóságáról. Egy év börtönbüntetésre ítélték.

## Nemzetközi közlekedés
A 2000-es évek elején közvetlen járatok voltak Pécs és Eszék között, amit a horvát vasút adott ki. 2012 végéig közvetlen (Dráva) Intercity vonat közlekedett Budapest Déli Pályaudvar és Sarajevó között.
2018. december 9-től Pécsről naponta közlekednek vonatok Pélmonostorra. Onnan csatlakozással érhető el Eszék horvát vonattal. Horvátország 2023. január elsejei schengeni csatlakozásával Magyarbóly vasútállomáson megszűnt a határellenőrzés. A vonalon jelentős a teherforgalom.